# Adelaida Las Santas
Adelaida Las Santas Loureiro (* 22. Juli 1918 in Villarejo de Salvanés; † 15. November 2006 in Madrid) war eine spanische Dichterin und Mitbegründerin der Versos con faldas („Verse in Röcken“), eines literarischen Treffens für Frauen, das zwischen 1951 und 1953 in Madrid stattfand.

## Leben
Las Santas wurde in Villarejo de Salvanés geboren, zog aber in jungen Jahren in die nahe Hauptstadt. Im August 1936 war sie jedenfalls dort, um einem falangistischen Freund, Luis Carmona, zu helfen, der aus dem Cárcel Modelo de Madrid geflohen war. Am 4. September 1936 kamen Federación-Anarquista-Ibérica-Milizionäre zu ihr nach Hause, um sie für ihre Hilfe zu verhaften, aber Las Santas weigerte sich zu kollaborieren, woraufhin Carmona verhaftet wurde und verschwand.
1950 erwarb sie einen Abschluss in Journalismus an der Universität Barcelona und begann, für verschiedene Zeitungen in Madrid zu schreiben. Gleichzeitig schrieb sie Verse, die sie in verschiedenen literarischen Versammlungen der damaligen Zeit vortrug. Im April 1950 war sie an einer Hommage für Emilio Carrere Moreno beteiligt.
Am 5. März 1951 gründete sie zusammen mit Gloria Fuertes und María Dolores de Pablos im Keller der Asociación Artístico-Literaria del Teatro Gallegos in Madrid die literarische Vereinigung „Versos con faldas“, mit einer Eröffnungssitzung unter Beteiligung der Dichterinnen Eva Cervantes, Carmen Silveiro und Adelaida Las Santas stattfand und mit insgesamt 47 anwesenden Dichterinnen. Las Santas fungierte offiziell als Sekretärin. In der Praxis überließ Fuertes, die nominelle Leiterin, die Organisation Las Santas. Las Santas organisierte diverse Lesungen oder Vorträge der Vereinigung, allein oder mit einigen der anderen Mitglieder der Gruppe. Sie hielt auch selbst Lesungen, zum Beispiel inszenierte sie einen Sonettenzyklus am Ateneo. 1953 wurden die Veranstaltungen durch die Dirección General de Seguridad verboten.
Im Jahr 1955 heiratete sie den Schriftsteller Guillermo Osorio (1918–1982). Osorio hatte am Bürgerkrieg in einer Panzereinheit der republikanischen Armee teilgenommen. Anschließend verbrachte er einige Zeit in französischen und spanischen Gefängnissen und Konzentrationslagern. 1950 ließ er sich in Madrid nieder, zog von Kneipe zu Kneipe und schrieb Kurzgeschichten und Sonette. Las Santas nahm ihn bei sich auf und ordnete, soweit es möglich war, sein Leben.
Im Jahr 1959 schrieb sie Poetas de café, einen Roman über ihr und Osarios Leben und die Dichterrunden, an denen sie teilnahmen. Die Veröffentlichung erfolgte in einem Selbstverlag, den sie Aguacantos nannte.  In einem Interview dazu nannte sie ihre Vorstellung von Aguacantos als periódico oral („mündliche Zeitung“), wirkend wie ein „Marktplatz der Geschichten“. Im selben Interview verriet sie auch, dass Aguacantos der Name war, mit dem ihr Mann sie anredete.
1983 gab sie, ebenfalls unter Aguacantos, eine „breve historia de una tertulia literaria fundada por mujeres en el año 1951“, eine Geschichte der Vereinigung Versos con faldas, heraus. 2019 veröffentlichte Ediciones Torremozas auf der Grundlage der früheren Arbeit von Las Santas eine Anthologie, die frühere Studien, die Biografien der Mitglieder und zeitgenössische Fotografien enthält.
Adelaida Las Santas starb im November 2006 in Madrid.

## Werke (Auswahl)
Lyrik
- Destellos.  Eigenverlag, Madrid 1950.
- Poemas de Adelaida. Rumbos, Madrid 1954.
- Y hace cincuenta años hubo una guerra: romance para que lo cante un ciego. Aguacantos, Madrid 1984.
- Poemas de la sinceridad. Eigenverlag, Madrid 1997.

Sachbuch
- Versos con faldas: (breve historia de una tertulia literaria fundada por mujeres en el año 1951). Aguacantos, Madrid 1983, ISBN 978-84-300-9405-9 (spanisch).

Erzählung
- Poetas de café. Cultura Clásica y Moderna, Madrid 1959.

Kinderliteratur
- Poema de la perra gorda que se convirtió en perra chica y otros poemas para las niñas y niños de Cuenca. Aguacantos, Madrid 1997.